# Patrón de yate

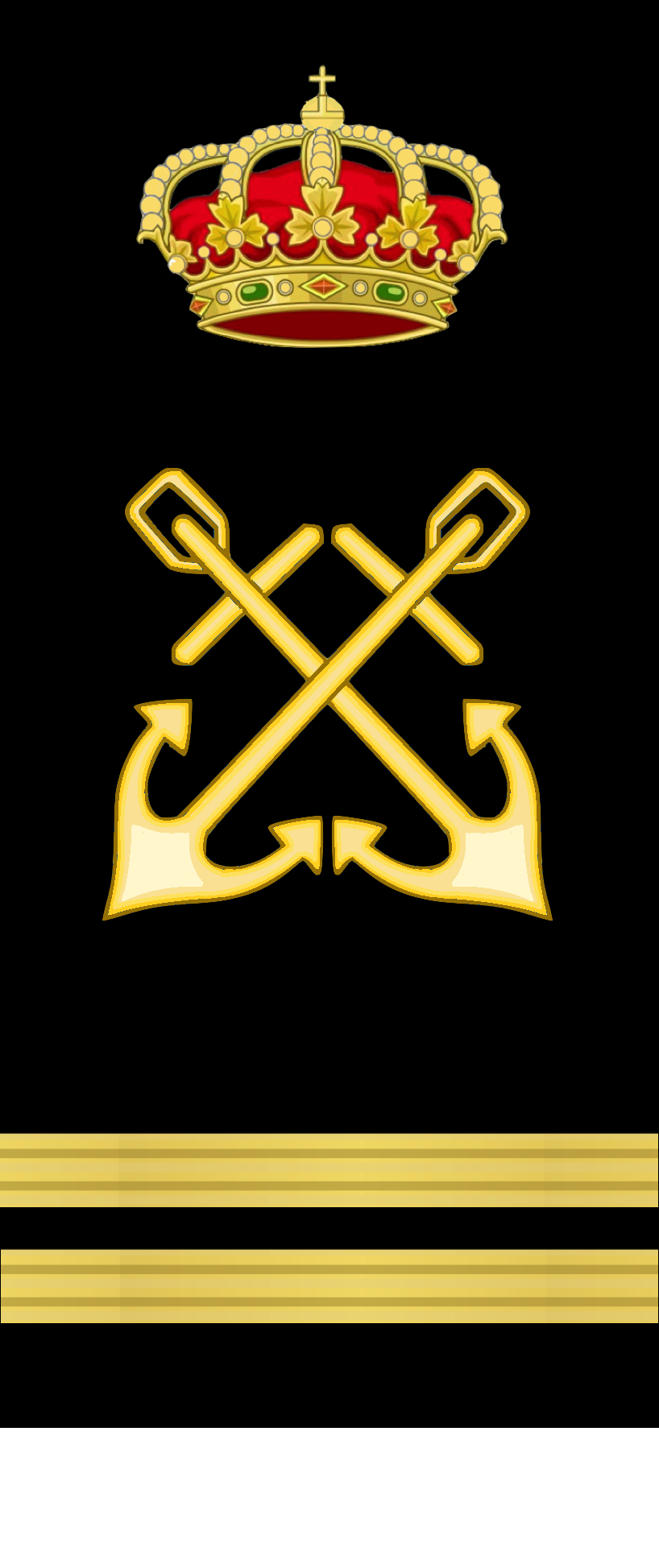
Distintivo de Patrón de yate.

Patrón de yate (PY) es un título náutico que habilita para el gobierno de embarcaciones de recreo de bandera española.
Las condiciones que regulan las titulaciones náuticas de embarcaciones de recreo pertenecen a la Dirección General de la Marina Mercante (DGMM), dependiente del Ministerio de Fomento de España. No obstante, las comunidades autónomas tienen delegadas las competencias en la expedición de este título.

## Atribuciones básicas
Gobierno de embarcaciones de recreo a motor o motor y vela de hasta veinticuatro metros de eslora, para la navegación que se efectúe en la zona comprendida entre la costa y la línea paralela a la misma trazada a ciento cincuenta millas náuticas. Además, podrán gobernar motos náuticas.

## Atribuciones complementarias
Gobierno de embarcaciones de vela de hasta veinticuatro metros de eslora, para la navegación que se efectúe en la zona comprendida entre la costa y la línea paralela a la misma trazada a ciento cincuenta millas náuticas. Para ello será necesario además de las prácticas básicas de seguridad y navegación establecidas para el título, la realización de las prácticas de navegación a vela.
| Distintivo | Título                              | Eslora max. (metros)                                                            | Zona (millas)     | Moto náutica | Notas |
| ---------- | ----------------------------------- | ------------------------------------------------------------------------------- | ----------------- | ------------ | --- |
|            | Capitán de yate                     | Embarcaciones de recreo: 24 Buques de recreo: sin límite (arqueo max.: 3000 GT) | Sin límite        | A            | Habilitación vela independiente                                                                                       |
|            | Patrón de yate                      | 24                                                                              | 150               | A            | Habilitación vela independiente                                                                                       |
|            | Patrón de embarcaciones de recreo   | 15 (→24)                                                                        | 12 (→Baleares)    | A            | Habilitación vela independiente. Habilitación 24 m. y navegación a Baleares opcional                                  |
|            | Patrón de navegación básica         | 8                                                                               | 5                 | A            | Habilitación vela independiente                                                                                       |
| —          | Licencia de navegación              | 6                                                                               | 2                 | A            | Navegación diurna |
| —          | Autorización federativa ("titulín") | 6 (potencia max.: 40 kW)                                                        | Zonas delimitadas | —            | Navegación diurna (obsoleta; sustituida por Licencia de navegación, posibilidad de canje realizando 4h. de practicas) |
| —          | Sin título                          | motor: 5 (potencia max.: 11,26 kW)                                              | 2                 | —            | Navegación diurna |
| —          | Sin título                          | vela: 6                                                                         | 2                 | —            | Navegación diurna |

## Requisitos para su obtención
- Poseer el título de Patrón de Embarcaciones de Recreo (PER).
- Ser mayor de edad.
- Superar un reconocimiento médico en un centro homologado.
- Aprobar el examen teórico con cuatro posibles respuestas cada una.
- Realizar las prácticas básicas de seguridad y navegación en una embarcación de una escuela legalmente autorizada, cuya duración no podrá ser inferior a 48 horas, de las cuales al menos 36 horas serán en régimen de travesía y donde el alumno efectuará una guardia de navegación completa de día y otra de noche.
- Realizar unas prácticas reglamentarias de radiocomunicaciones, sistema SMSSM, cuya duración no podrá ser inferior a 4 horas, que se realizarán en aula, en un simulador homologado de una escuela autorizada.
- Realizar unas prácticas de navegación a vela (sólo en el caso de la modalidad motor y vela), la duración no podrá ser inferior a 16 horas y se realizarán en régimen de singladura en una embarcación de una escuela legalmente autorizada. Estas prácticas son comunes a todas las titulaciones de recreo y solo será necesario realizarlas una única vez.
- Solicitar la expedición del título.

## Contenido del examen teórico tipo test
El examen tendrá una duración máxima de 2 horas: 45 minutos para el módulo genérico y 1 hora y 15 minutos para el módulo de navegación.
| Temas                | Módulo     | Duración            | Preguntas | Máximo de fallos                           | Mínimo de aciertos                         |
| -------------------- | ---------- | ------------------- | --------- | ------------------------------------------ | ------------------------------------------ |
| Seguridad en la mar  | Genérico   | 45 minutos          | 10        | 5 (solo en caso de corrección por módulos) | 5 (solo en caso de corrección por módulos) |
| Meteorología         | Genérico   | 45 minutos          | 10        | 5 (solo en caso de corrección por módulos) | 5 (solo en caso de corrección por módulos) |
| Teoría de navegación | Navegación | 1 hora y 15 minutos | 10        | 5                                          | 5                                          |
| Navegación Carta     | Navegación | 1 hora y 15 minutos | 10        | 3                                          | 7                                          |
| Total                | Total      | 2 horas             | 40        | Máximo errores totales: 12                 | 28                                         |

Se corregirá con un doble criterio de valoración:
- Globalmente: Tener un mínimo de 28 aciertos y no se podrán tener más de 5 errores de Teoría de navegación y 3 errores de Navegación Carta.
- Por módulos.  Se podrá aprobar un módulo siempre que se cumpla con los requisitos que se indican en la tabla anterior.  El aprobado del módulo se conservará durante las 2 siguientes convocatorias de la administración que realice el examen.

## Nota
- Las prácticas para obtener la habilitación a vela se realizarán una sola vez, y tendrán validez para acceder a cualquiera de los títulos de capitán de yate, patrón de yate y patrón de embarcaciones de recreo.
- Los títulos no tienen caducidad, no obstante las tarjetas (documento tipo carnet) tendrán un período de validez de diez años. Transcurridos los mismos deberán renovarse.